# Successione di divisibilità
In matematica, una successione di divisibilità è una successione di interi {\displaystyle {\displaystyle (a_{n})_{n\in \mathbb {N} }}} tale che per tutti i numeri naturali {\displaystyle m}, {\displaystyle n},
{\displaystyle m\mid n\ \Rightarrow \ a_{m}\mid a_{n}}.
Ovvero, nel caso in cui un indice sia multiplo di un altro, allora il termine corrispondente sarà multiplo dell'altro termine. Il concetto però può essere generalizzato alle successioni con valori in qualsivoglia anello, nel quale è definito il concetto di divisibilità.
Una forte successione di divisibilità è una successione di interi {\displaystyle {\displaystyle (a_{n})_{n\in \mathbb {N} }}} tale che per tutti i numeri naturali {\displaystyle m}, {\displaystyle n},
{\displaystyle \operatorname {MCD} (a_{m},a_{n})=a_{\operatorname {MCD} }(m,n)}.
Si noti che una forte successione di divisibilità è anzitutto una successione di divisibilità, infatti:
{\displaystyle m\mid n\ \Rightarrow \ \operatorname {MCD} (m,n)=m}
E per la proprietà della forte divisibilità {\displaystyle \operatorname {MCD} (a_{m},a_{n})=a_{m}}, quindi {\displaystyle a_{m}\mid a_{n}}.

## Esempi
- Qualunque successione costante è una forte successione di divisibilità.
- Ogni successione della forma {\displaystyle a_{n}=kn}, per un intero diverso da 0 {\displaystyle k}, è una successione di divisibilità.
- Ogni successione della forma {\displaystyle a_{n}=A^{n}-B^{n}} per interi {\displaystyle A>B>0} è una successione di divisibilità.
- La successione di Fibonacci è una forte successione di divisibilità.
- Genericamente, le successioni di Lucas del primo tipo sono successioni di divisibilità.
- Le successioni ellittiche di divisibilità sono un'altra classe di queste successioni.